# NGC 5275
NGC 5275 هو اصطدام مجري، يقع في كوكبة السلوقيان. اكتشف في 25 مايو 1881، وقد اكتشفه إدوارد ستيفان. يبعد عن الأرض 133.66 .، ويبعد عن الأرض 133.66 .

## روابط خارجية
- NGC 5275 على موقع ويكي سكاي: DSS2, SDSS, GALEX, IRAS, Hydrogen α, X-Ray, Astrophoto, Sky Map, Articles and images